# Österbybruk
Österbybruk is een plaats in de gemeente Östhammar in het landschap Uppland en de provincie Uppsala län in Zweden. De plaats heeft 2230 inwoners (2005) en een oppervlakte van 245 hectare.

## Verkeer en vervoer
Bij de plaats lopen de Länsväg 290 en Länsväg 292.